# سكيرديلايد كوري
سكيرديلايد كوري (بالألبانية: Skerdilajd Curri‏) (6 أكتوبر 1975 بكافايه في ألبانيا - ) هو لاعب كرة قدم ألباني في مركز الوسط. شارك مع منتخب ألبانيا لكرة القدم. أما مع النوادي، فقد لعب مع إرتسغيبيرغه آوه وبارتيزاني تيرانا ونادي أونترهاخينغ وFC Starnberg ‏ وFT Starnberg 09 ‏ وKF Besa Kavajë ‏ ونادي بلاوين ‏.

## وصلات خارجية
- سكيرديلايد كوري على موقع قاعدة بيانات كرة القدم.إي يو (الإنجليزية)
- سكيرديلايد كوري على موقع بيانات كرة القدم. دي إي (الألمانية)
- سكيرديلايد كوري على موقع Soccerway.com (الإنجليزية)
- سكيرديلايد كوري على موقع عالم كرة القدم.نت (الإنجليزية)